# Zinkborate
Zinkborate sind chemische Verbindungen des Zinks aus der Gruppe der Borate (Salze der Borsäure). Sie liegen gewöhnlich als Hydrate vor.

## Gewinnung und Darstellung
Zinkborate können durch Reaktion von Zinkoxid und Borsäure gewonnen werden.

## Verbindungen
Als kristalline Phasen im System ZnO·B2O3·H2O bei 20 °C werden bestätigt 2ZnO·3B2O3·7H2O und 2ZnO·3B2O3·7,5H2O. Beide Hydrate sind gezielt darstellbar, unterscheiden sich aber weder röntgenographisch noch IR-spektroskopisch. Daneben wurden aus Zinkoxid und Borsäure mit und ohne Wasserzusatz gewonnen: 2ZnO·3B2O3·3H2O, ZnO·5B2O3·4,5H2O und 6ZnO·5B2O3·3H2O. Letztere Verbindung ist röntgenographisch nicht, wohl aber IR-spektroskopisch von 4ZnO·3B2O3 zu unterscheiden.
Ebenfalls bekannt sind die Verbindungen Zn2B6O11·7H2O und Zn3B10O18·14H2O.
Daneben sind mehrere wasserfreie Verbindungen (zum Beispiel ZnB4O7 und Zn4O(B6O12)) bekannt.
| Zinkborate     |                   |            |               |                 |                 |            |
| Strukturformel | 2ZnO·3B2O3·3,5H2O | 2ZnO·3B2O3 | 4ZnO·B2O3·H2O | 4ZnO·6B2O3·7H2O | 2ZnO·2B2O3·3H2O | Zn3B2O6    |
| CAS-Nummer     | 138265-88-0       | 12767-90-7 | 149749-62-2   | 1332-07-6       | 1332-07-6       | 10361-94-1 |
| PubChem        | 56846126          |            |               |                 |                 | 167155     |

## Eigenschaften
Verschiedene Hydrate von Zinkborat sind aus Zinkoxid und Borsäure zugänglich. Sie bilden wasserunlösliche, weiße Pulver, beispielsweise:
- ZnO·B2O3·2H2O (Dichte 3,64 g/cm3, bis 190 °C gegen Wasserverlust stabil)
- 2ZnO3·B2O3·3,5H2O (Dichte 2,69 g/cm3, verliert ab 290–300 °C Kristallwasser).[5]
- 2ZnO·3B2O3·3,5H2O (Zn[B3O4(OH)3]), monokline Kristallstruktur mit der Raumgruppe P21/n (Raumgruppen-Nr. 14, Stellung 2) und den Gitterparametern a = 6,845(2) Å, b = 9,798(2) Å, c = 7,697(2) Å, β = 106,966(4)°, V = 493,8 (2) Å3 und Z = 4.[6]

## Verwendung
Zinkborate finden Verwendung als Flammschutzmittel für Kunststoffe wie PVC, halogenierte Polyester und Nylon, als Flussmittel für keramische Erzeugnisse, Fungizide.